# Almaqah
Almaqah – w Królestwie Saba najwyższe bóstwo, bóg księżyca. W stolicy królestwa Saba Marib odkryto dwie świątynie poświęcone Almaqahowi - Barran i Awwam.